# Stenopogon galbinus
Stenopogon galbinus là một loài ruồi trong họ Asilidae. Stenopogon galbinus được Martin miêu tả năm 1968. Loài này phân bố ở vùng Tân nhiệt đới.